# KK Gorica
O Košarkaški klub Gorica (português: Gorica Basquetebol Clube) é um clube semi-profissional de basquetebol sediado na cidade de Velika Gorica, Condado de Zagreb, Croácia que atualmente disputa a Liga Croata. Foi fundado em 1969 e manda seus jogos na Dvorana Srednjih škola Velika Gorica.